# 水白前
水白前（学名：Cynanchum hydrophilum）是夹竹桃科鹅绒藤属的植物。分布于中国大陆的四川等地，生长于海拔1,150米的地区，多生长于高洼地浅水中，目前尚未由人工引种栽培。